# Bova Marina
Bova Marina (Jalò tu Vùa in greco di Calabria, A Marìna in calabrese) è un comune italiano di 4 007 abitanti della città metropolitana di Reggio Calabria in Calabria.
Dal 2015 al 2020, Bova Marina si aggiudica la Bandiera Blu delle Spiagge, l'autorevole riconoscimento europeo assegnato dalla FEE.

## Storia
Bova Marina fu fondata da Monsignor Dalmazio D'Andrea, vescovo di Reggio-Bova, quando attorno al 1870, comprò dal Regio Demanio una striscia di terra costeggiante il torrente Siderone e in mezzo alla campagna disabitata.
D'Andrea divise il terreno acquistato dal demanio, e lo regalò ai contadini che volevano scendere dalla montagna, formando così un piccolo agglomerato urbano. Bova Marina, sorge su antichi insediamenti ebraici, bizantini e grecanici, i cui resti sono tutt'oggi visibili nelle zone circostanti.
Nel 1908 con Regio Decreto viene dichiarato comune autonomo. In quegli stessi anni arrivò la ferrovia.
Già dai primi anni della sua storia, Bova Marina era un polo di attrazione commerciale: infatti ogni mese si teneva una grossa ed importante fiera del bestiame e dei prodotti realizzati dagli artigiani.
Durante la Seconda guerra mondiale Bova Marina fu duramente bombardata dagli americani in cerca dei tedeschi, in fuga verso le montagne.
Nel dopoguerra, con l'alluvione che colpì la zona della Bovesia molti, soprattutto gli abitanti di Roghudi Vecchio, Bova e gli altri centri dell'area, abbandonarono i propri paesi e scesero a insediarsi a Bova Marina, che vide un notevole incremento demografico.

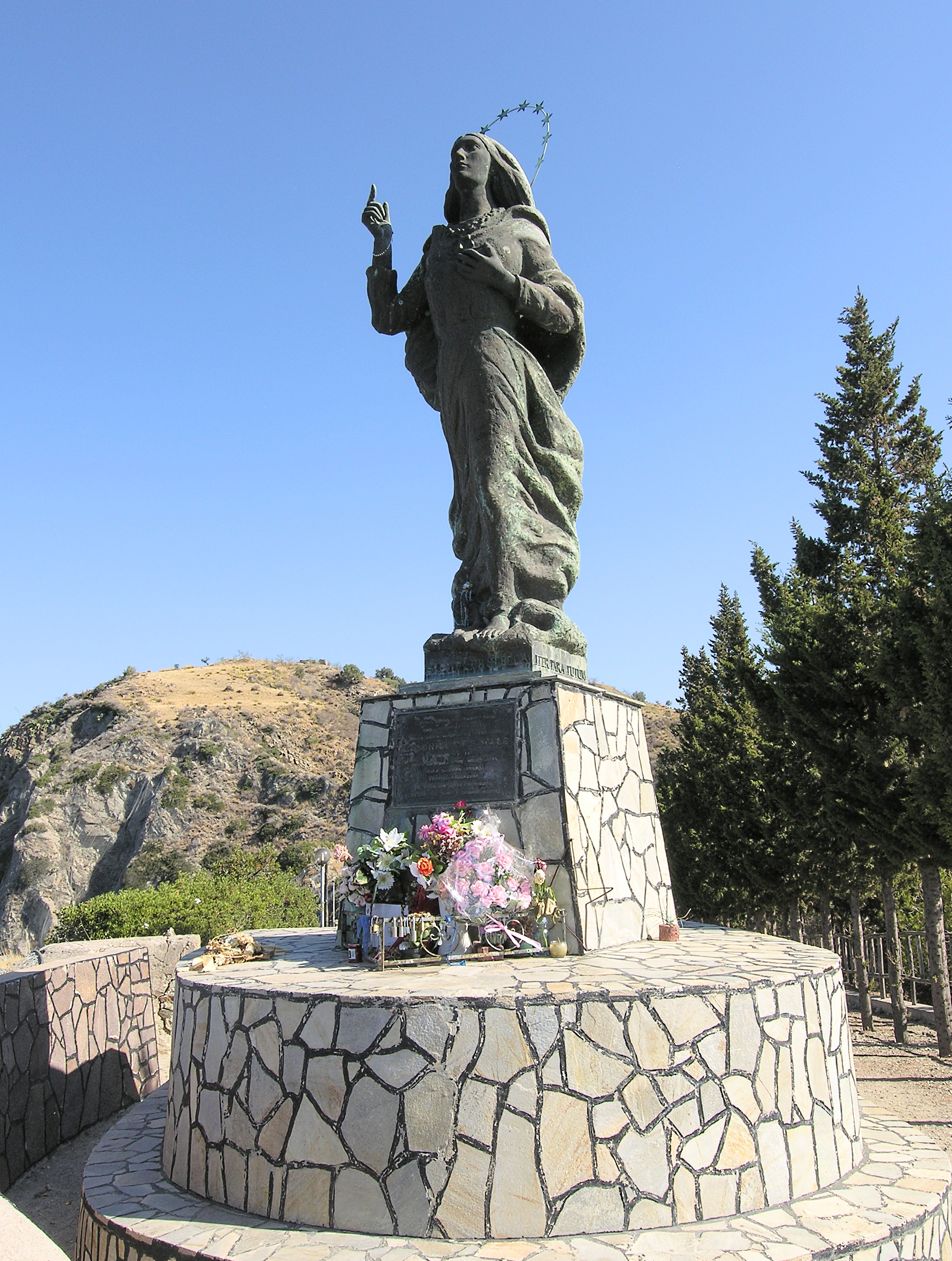
Statua bronzea della Madonna del Mare

Negli anni sessanta, venne posta sul promontorio di Capo San Giovanni d'Avalos la statua della Madonna del Mare, opera dello scultore Celestino Petrone (che tra le sue opere annovera l'altare maggiore della Chiesa di Santa Maria delle Grazie a San Giovanni Rotondo), statua che è molto venerata dalla popolazione.
Nel 2008 a Bova Marina ricorre il centenario della dichiarazione di comune autonomo.

## Monumenti e luoghi d'interesse
Di particolare importanza, per la sua rarità, è un insediamento ebraico, posto nella vallata del San Pasquale, dove si trovano i resti di un'antichissima sinagoga con un importante mosaico (IV secolo d.C.). Nella stessa area si ritrovano un'ampia struttura romana (I-IV secolo d.C.) e la chiesetta bizantina della Panaghia (detta la "Tutta Santa"). In località Apàmbelo, su un colle raggiungibile solo a piedi, insistono le mura perimetrali e l'abside della chiesetta, anch'essa bizantina di S. Niceto del X secolo, insieme a resti dell'età del bronzo e di abitazioni monastiche medievali. In epoche più recenti, dalla conquista normanna in avanti (X-XII secolo d.C.) il centro più importante del territorio divenne Bova - Chora, arroccata su una poderosa rupe a oltre 900 metri di altitudine, da cui l'attuale abitato in marina ha poi nuovamente tratto origine. La parte più antica di Bova Marina, posta intorno all'attuale via Borgo, si sviluppò nel XIX secolo, quando il vescovo mons. Dalmazio D'Andrea acquistò dal demanio dei terreni in prossimità del Torrente Siderone e li concesse gratuitamente ai contadini che accettavano di trasferirvisi.

## Società

### Evoluzione demografica
Abitanti censiti

### Etnie e minoranze straniere
Secondo i dati ISTAT al 31 dicembre 2009 la popolazione straniera residente era di 216 persone. Le nazionalità maggiormente rappresentate in base alla loro percentuale sul totale della popolazione residente erano:
- Romania 102 2,65%
- Marocco 52 1,35%

## Cultura

### Siti archeologici
- Parco archeologico di Archeoderi, che comprende l'unica testimonianza di architettura religiosa medievale ebraica in Calabria[7]

### Musei
- museo Archeoderi, parte del Parco archeologico di Archeoderi

### Eventi
La cittadina è attiva particolarmente durante il periodo estivo grazie alle splendide spiagge e al panorama che offre una vista sul Mar Ionio abbellita dai lineamenti lontani del monte Etna. Appartenendo all'area della Bovesia ed essendo in una zona di elevato valore artistico e culturale, Bova Marina è dunque un'area di interesse turistico notevole.
Durante la prima settimana di agosto tutta la cittadina festeggia la Madonna del Mare (Stella Maris), patrona di Bova Marina da quando un gruppo di pescatori rinvenne un antico quadro sacro in fondo al mare.
Sempre in agosto, a Bova Marina e nei comuni grecanici limitrofi, si svolgeva il Paleariza, festival etno-culturale-musicale.

## Geografia antropica

### Frazioni
Le frazioni di Bova Marina sono: Mesofugna (Dialetto Greco-Calabro: Mesofonè, Μεσοφωνη), Amigdalià (Dialetto Greco-Calabro: Amygdalià, Αμυγδαλια), Borgo, Centro, Costa dei Saraceni (Dialetto Greco-Calabro: Sarakinè Aktè, Σαρακινη Ακτη), Apambero (Dialetto Greco-Calabro: Apàmbyros, Απαμπυρος) e San Pasquale.

## Economia
Il comune è noto per la produzione del bergamotto e per la presenza dell'arbusto del ginepro fenicio.

## Amministrazione
| Periodo                                        | Periodo                                        | Primo cittadino                                                                          | Partito                             | Carica                    | Note                               |
| ---------------------------------------------- | ---------------------------------------------- | ---------------------------------------------------------------------------------------- | ----------------------------------- | ------------------------- | ---------------------------------- |
| 9 luglio 1988                                  | 15 giugno 1993                                 | Leonardo Rodà                                                                            | Partito Comunista Italiano          | Sindaco                   | [ 8 ]                              |
| 15 giugno 1993                                 | 28 aprile 1997                                 | Leonardo Rodà                                                                            | Indipendente                        | Sindaco                   | [ 9 ]                              |
| 28 aprile 1997                                 | 24 maggio 2000                                 | Pasquale Maria Tripodi                                                                   | Lista civica di centro-sinistra     | Sindaco                   | [ 10 ] [ 11 ]                      |
| 24 maggio 2000                                 | 14 maggio 2001                                 | Maria Grazia Nicolò                                                                      |                                     | Commissario straordinario | [ 12 ]                             |
| 14 maggio 2001                                 | 11 novembre 2002                               | Giuseppe Autelitano                                                                      | Lista civica                        | Sindaco                   | [ 13 ] [ 14 ]                      |
| 11 novembre 2002                               | 27 maggio 2003                                 | Demetrio Martino                                                                         |                                     | Commissario straordinario | [ 15 ]                             |
| 27 maggio 2003                                 | 15 aprile 2008                                 | Domenico Zavettieri                                                                      | Lista civica di centro-sinistra     | Sindaco                   | [ 16 ]                             |
| 15 aprile 2008                                 | 9 novembre 2011                                | Giovanni Mario Squillaci                                                                 | Lista civica                        | Sindaco                   | [ 17 ] [ 18 ]                      |
| 9 novembre 2011                                | 13 dicembre 2011                               | Francesca Crea                                                                           |                                     | Commissario prefettizio   | [ 19 ]                             |
| 13 dicembre 2011                               | 29 marzo 2012                                  | Francesca Crea                                                                           |                                     | Commissario straordinario | [ 20 ]                             |
| 30 marzo 2012 31 dicembre 2013                 | 31 dicembre 2013 26 maggio 2014                | Giovanni Meloni Franca Tancredi Stefano Tenuta Fausto Gianni                             |                                     | Commissari straordinari   | [ 21 ] [ 22 ] [ 23 ] [ 24 ]        |
| 26 maggio 2014                                 | 30 dicembre 2016                               | Vincenzo Rosario Crupi                                                                   | Lista civica                        | Sindaco                   | [ 26 ] [ 27 ]                      |
| 30 dicembre 2016                               | 3 febbraio 2017                                | Antonietta D'Aquino                                                                      |                                     | Commissario prefettizio   | [ 28 ]                             |
| 3 febbraio 2017                                | 15 maggio 2017                                 | Antonietta D'Aquino                                                                      |                                     | Commissario straordinario | [ 29 ]                             |
| 15 maggio 2017 13 giugno 2017 24 novembre 2017 | 13 giugno 2017 24 novembre 2017 26 maggio 2019 | Salvatore Caccamo Alberto Grassia Vito Laino Francesca Anna Maria Crea Giuseppe De Marco |                                     | Commissari straordinari   | [ 30 ] [ 31 ] [ 32 ] [ 33 ] [ 34 ] |
| 26 maggio 2019                                 | 9 giugno 2024                                  | Saverio Zavettieri                                                                       | Lista civica                        | sindaco                   | [ 36 ]                             |
| 9 giugno 2024                                  | in carica                                      | Andrea Zirilli                                                                           | lista civica "CambiAmo Bova Marina" | sindaco                   |                                    |